# Dodge DP-Serie

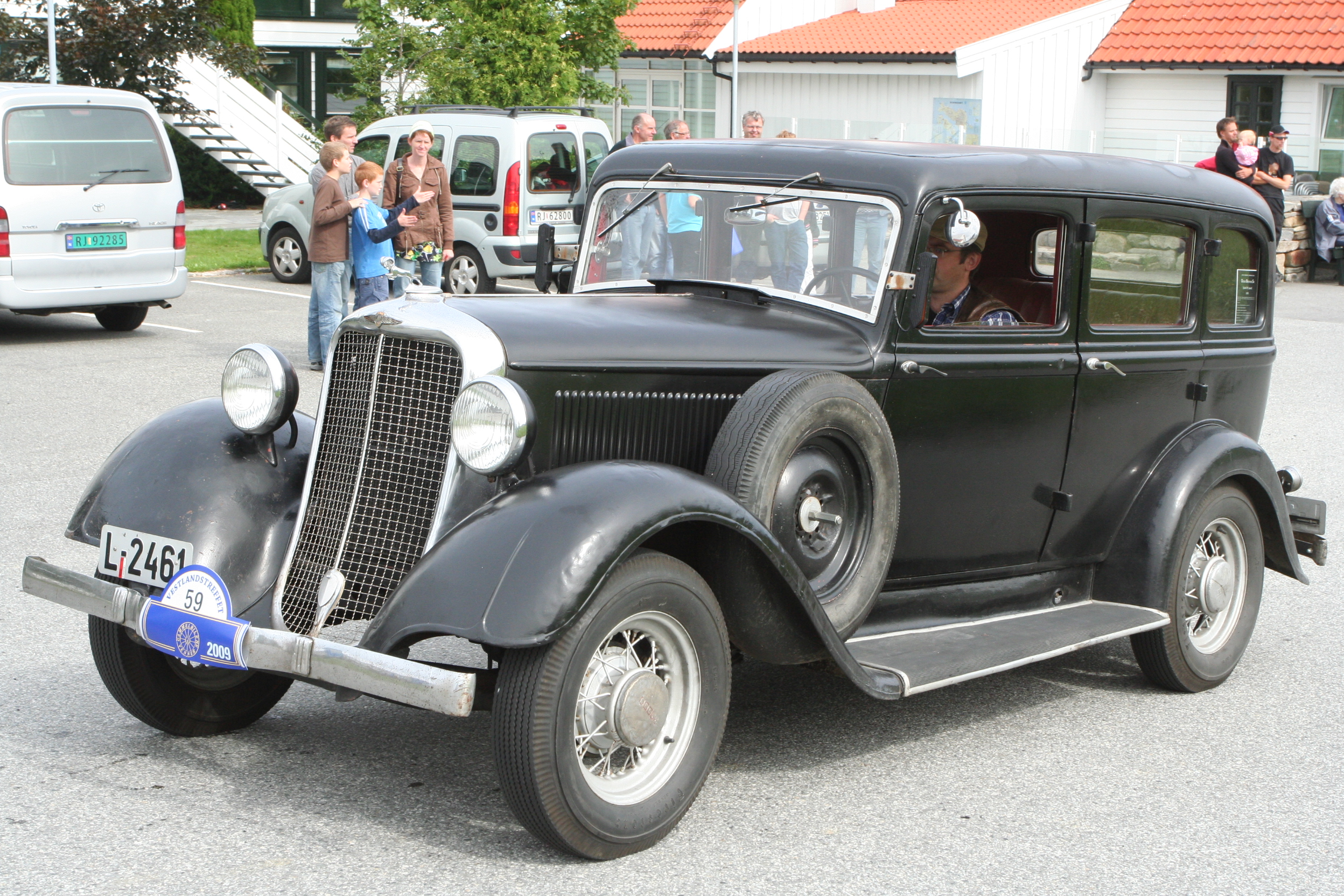
1933 Dodge DP Six

Der Dodge DP-Serie war ein PKW der Firma Dodge in Detroit, der als Nachfolger der DK-Serie im Januar 1933 komplett überarbeitet vorgestellt wurde.
Der Wagen besaß einen seitengesteuerten 6-Zylinder-Reihenmotor mit 3299 cm³, dessen Bohrung gegenüber dem des Vorgängers um 1/8″ verringert worden war. Er gab eine Leistung von 75 bhp (55 kW) 3400/min. ab. Auf Wunsch war auch noch eine stärkere Variante mit 81 bhp (60 kW) verfügbar. Über eine Einscheiben-Trockenkupplung und ein Dreiganggetriebe mit Mittelschaltung wurden die Hinterräder angetrieben. Der Radstand des Fahrgestells verringerte sich auf 2826 mm. Als Aufbauten wurden zwei 2-türige Limousinen, zwei 4-türige Limousinen (jeweils als Normalversion und „Salon Bougham“), zwei 2-türige Coupés mit 2 oder 4 Sitzplätzen und ein 2-türiges Cabriolet angeboten. Daneben gab es den DP auch als Fahrgestell mit allen mechanischen Komponenten für Kunden, die selbst einen Karosseriebaubetrieb beauftragen wollten.
Ab April 1933 wurde Radstand auf 2.921 mm verlängert und die 4-türige Salon-Brougham-Limousine fiel weg.
Im Januar 1934 ersetzten die Modelle Special DS-Serie und Deluxe DR-Serie den DP. Im Juni 1934 kam dann auch der Standard DRXX-Serie dazu.